# Nordinsel (Neuseeland)
Die neuseeländische Nordinsel (englisch North Island, Māori Te Ika-a-Māui ) wird durch die 35 km breite Cookstraße von der Südinsel getrennt. Die Nordinsel bildet den Siedlungsschwerpunkt des Landes, auf ihr liegen die größte Stadt Auckland (1.320.700 Einwohner) und die Hauptstadt Wellington (448.956 Einwohner). Die Fläche beträgt 113.729 km². Im Inselinneren gibt es mehrere aktive Vulkane und Geysire. Höchster Vulkan ist der Ruapehu mit einer Höhe von 2797 m.
Der Māori-Name für die Nordinsel Te Ika-a-Māui (‚Der Fisch des Māui‘) rührt von der Form der Insel und ihrer mythologischen Entstehungsgeschichte her, mit Wellington als Kopf, Taranaki im Westen und das East Cape im Osten als Flossen und Northland nördlich von Auckland als Schwanz des Fisches.

## Städte der Nordinsel
- Auckland
- Cambridge
- Coromandel
- Dannevirke
- Dargaville
- Eketāhuna
- Featherston
- Feilding
- Foxton
- Gisborne
- Hamilton
- Hastings
- Huntly
- Kaikohe
- Kaitaia
- Kawakawa
- Kawerau
- Kerikeri
- Levin
- Lower Hutt
- Manukau City
- Martinborough
- Masterton
- Matamata
- Napier
- New Plymouth
- North Shore City
- Ohakune
- Opotiki
- Pahiatua
- Palmerston North
- Papakura
- Paraparaumu
- Porirua
- Pukekohe
- Raglan
- Raumati
- Rotorua
- Stratford
- Tairua
- Taupō
- Tauranga
- Upper Hutt
- Wairoa
- Waitakere City
- Whanganui
- Whakatāne
- Whangārei
- Wellington City
- Woodville